# Northchapel
Northchapel är en civil parish i Storbritannien.   Den ligger i grevskapet West Sussex och riksdelen England, i den södra delen av landet, 60 km sydväst om huvudstaden London. Antalet invånare är 797. Arean är 13,6 kvadratkilometer.
Terrängen i Northchapel är platt.